# Bisbat de Rottenburg-Stuttgart
El bisbat de Rottenburg-Stuttgart (alemany: Bistum Rottenburg-Stuttgart, llatí: Dioecesis Rottenburgensis-Stutgardiensis) és una seu de l'Església Catòlica a Alemanya, sufragània de l'arquebisbat de Friburg. Al 2014 tenia 1.872.849 batejats sobre una població de 5.068.000 habitants. Actualment està regida pel bisbe Gebhard Fürst.

## Territori
La diòcesi comprèn la part oriental de Baden-Württemberg i el seu territori correspon amb de l'antic regne de Württemberg.
La seu episcopal és la ciutat de Rottenburg am Neckar, on es troba la catedral de Sant Martí. A Stuttgart es troba la cocatedral de Sant Eberad. A la diòcesi també es troben les basíliques menors de Sant Martí d'Osvaldo a Weingarten; i Sant Martí a Ulma. L'antic monestir de Maulbronn està inclosa a la llista del patrimoni de la Humanitat de la UNESCO.
Al territori de la diòcesi, a Tubinga, es troba una de les facultats de teologia més famoses d'Europa. Avui la facultat està dividida en una facultat evangèlica i en una catòlica.
El territori s'estén sobre 19.500 km², i està dividit en 1.096 parròquies, agrupades en 25 vicariats.

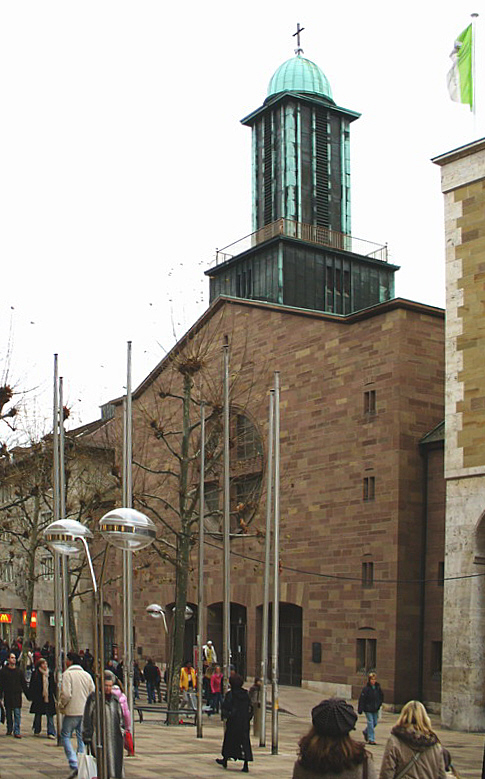
La cocatedral de sant Eberard a Stuttgart.

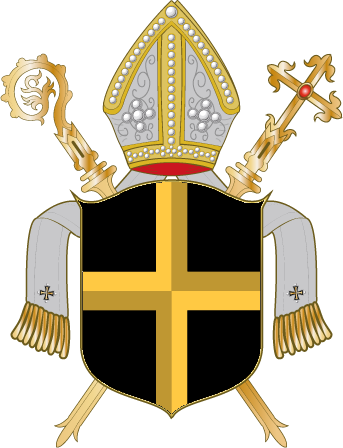
Escut de la diòcesi

## Història
La diòcesi actual és en part hereva de la diòcesi de Constança, erigida entre finals del segle vi i principis del vii. La diòcesi, una de les més grans del Sacre Imperi Romanogermànic del qual formava part, incloïa una part substancial dels territoris actuals de la Suïssa de parla alemanya, el Baden-Württemberg alemany i el Vorarlberg austríac. Des del segle xiii al 1802, va ser també un estat del Sacre Imperi Romà .
La situació política europea a la fi del segle xviii, la Revolució francesa, la Reichsdeputationshauptschluss del 1803 i el Congrés de Viena de 1815 van provocar el final de la diòcesi de Constança. En particular, després de la supressió del Sacre Imperi Romanogermànic, el territori de la diòcesi es va dividir entre dues noves entitats polítiques, la Confederació germànica i Suïssa; pel principi de territorialitat de les Esglésies, el de Constança ja no podia sobreviure.
En 1817, la part de la diòcesi de Constança que va caure en el regne de Württemberg es va establir provisionalment com a vicariat general, inicialment amb seu a Ellwangen i després, en el mateix any, a Rottenburg am Neckar.
El 16 d'agost de 1821, amb la butlla Provida solersque del Papa Pius VII, va ser erigida la diòcesi de Rottenburg, amb territoris anteriors de la diòcesi de Constança, a la qual s'incorporaran com a annex tots els territoris de les diòcesis veïnes que es trobaven al regne Württemberg, o porcions, més o menys consistent, de la diòcesi d'Espira, de Worms, d'Augsburg i de Würzburg; la nova diòcesi pertanyia també als territoris de la suprimida prebostura d'Ellwangen. La nova diòcesi, que incloïa tot el regne de Württemberg, va esdevenir sufragània de l'arxidiòcesi de Friburg, al qual havien estat assignats els territoris alemanys restants de l'antiga diòcesi de Constança.
A causa de la falta d'un acord sobre el nomenament del bisbe i l'aplicació de les disposicions de la butlla papal, el nomenament del primer bisbe va haver de ser posposat durant set anys, fins que en 1828 va ser nomenat Johann Baptist Judas Thaddeus von Keller.
En virtut de la butlla Ad dominici gregis custodiam de l'11 de abril de 1827, el capítol dels canonges de la catedral té el dret de triar els seus propis bisbes, que més tard van rebre el nomenament oficial i canònic de la Santa Seu.
El 18 de gener de 1978, amb el decret In dioecesi Rottenburgensi de la Congregació per als Bisbes, l'església Sant Eberard de Stuttgart va ser elevada al rang de cocatedral i la diòcesi simultàniament ha assumit el nom de "diòcesi de Rottenburg-Stuttgart."

## Cronologia episcopal
- Sede vacante (1821-1828)

- Johann Baptist Judas Thaddeus von Keller † (28 de gener de 1828 - 17 d'octubre de 1845 mort)
- Josef von Lipp † (17 de desembre de 1847 - 3 de maig de 1869 mort)
- Karl Josef von Hefele † (22 de novembre de 1869 - 5 de juny de 1893 mort)
- Wilhelm von Reiser † (5 de juny de 1893 - 11 de maig de 1898 mort)
- Franz Xaver Linsenmann † (5 de setembre de 1898 - 21 de setembre de 1898 mort)
- Paul Wilhelm Keppler † (28 de novembre de 1898 - 16 de juliol de 1926 mort)
- Johannes Baptista Sproll † (29 de març de 1927 - 4 de març de 1949 mort)
- Carl Joseph Leiprecht † (4 de juliol de 1949 - 4 de juny de 1974 renuncià)
- Georg Moser † (12 de març de 1975 - 9 de maig de 1988 mort)
- Walter Kasper (17 d'abril de 1989 - 31 de maig de 1999 renuncià)
- Gebhard Fürst, des del 7 de juliol de 2000

## Estadístiques
A finals del 2014, la diòcesi tenia 1.872.849 batejats sobre una població de 5.068.000 persones, equivalent al 37,0% del total.
| any  | població  | població  | població | sacerdots | sacerdots       | sacerdots       | sacerdots             | diaques | religiosos | religiosos | parròquies |
| ---- | --------- | --------- | -------- | --------- | --------------- | --------------- | --------------------- | ------- | ---------- | ---------- | ---------- |
| any  | batejats  | total     | %        | total     | clergat secular | clergat regular | batejats por sacerdot | diaques | homes      | dones      |            |
| 1950 | 1.302.664 | 3.316.865 | 39,3     | 1.290     | 1.026           | 264             | 1.009                 |         | 399        | 5.387      | 754        |
| 1970 | 1.991.471 | 4.993.138 | 39,9     | 1.634     | 1.351           | 283             | 1.218                 | 20      | 415        | 5.597      | 934        |
| 1980 | 2.118.341 | 5.349.000 | 39,6     | 1.582     | 1.191           | 391             | 1.339                 | 77      | 500        | 3.958      | 981        |
| 1990 | 2.061.936 | 5.000.000 | 41,2     | 1.401     | 1.051           | 350             | 1.471                 | 117     | 440        | 3.012      | 996        |
| 1999 | 2.043.672 | 5.000.000 | 40,9     | 1.211     | 972             | 239             | 1.687                 | 207     | 334        | 3.110      | 996        |
| 2000 | 2.034.518 | 5.000.000 | 40,7     | 1.224     | 981             | 243             | 1.662                 | 199     | 330        | 3.110      | 997        |
| 2001 | 2.025.964 | 5.000.000 | 40,5     | 1.196     | 958             | 238             | 1.693                 | 218     | 326        | 3.110      | 997        |
| 2002 | 2.020.453 | 5.000.000 | 40,4     | 1.162     | 938             | 224             | 1.738                 | 210     | 311        | 3.110      | 997        |
| 2003 | 2.010.661 | 5.000.000 | 40,2     | 1.174     | 961             | 213             | 1.712                 | 205     | 296        | 2.978      | 997        |
| 2004 | 1.998.202 | 5.000.000 | 40,0     | 1.144     | 929             | 215             | 1.746                 | 204     | 298        | 2.978      | 997        |
| 2010 | 1.921.236 | 5.064.000 | 37,9     | 1.099     | 912             | 187             | 1.748                 | 267     | 228        | 3.140      | 1.037      |
| 2014 | 1.872.849 | 5.068.000 | 37,0     | 1.016     | 829             | 187             | 1.843                 | 283     | 228        | 3,140      | 1,096      |